# منتخب أستراليا الأولمبي لكرة القدم
منتخب أستراليا الأولمبي لكرة القدم هو ممثل أستراليا الرسمي في المنافسات الدولية في كرة القدم في الألعاب الأولمبية .